# كايلي ماكيون
كايلي ماكيون (مواليد 12 يوليو 2001) هي سباحة أسترالية، حصلت على 3 ميداليات ذهبية في أولمبياد 2020، وفي أولمبياد 2024 حصلت على ميداليتين ذهبيتين في سباق 100متر وسباق 200 متر سباحة على الظهر،